# Biłka Szlachecka (gmina)
Biłka Szlachecka – dawna gmina wiejska w powiecie bóbreckim województwa lwowskiego II Rzeczypospolitej (1934–1939), a także jednostka podziału administracyjnego Generalnego Gubernatorstwa w latach 1941–1944, wchodząca w skład dystryktu galicyjskiego. Siedzibą gminy była Biłka Szlachecka.
Gminę utworzono 1 sierpnia 1934 r. w ramach reformy na podstawie ustawy scaleniowej z dotychczasowych gmin wiejskich: Biłka Królewska, Biłka Szlachecka, Czarnuszowice, Hermanów, Mikłaszów, Zuchorzyce, Żurawniki.
W latach 1939–1941 zniesiona, będąc okupowana przez ZSRR, gdzie nie funkcjonowały gminy zbiorowe (vide rejon nowojaryczowski).
W 1941 roku reaktywowana na skutek wojny niemiecko-radzieckiej, po zajęciu obszaru przez władze hitlerowskie w granicach przedwojennych (jedyna gmina Landkreis Lemberg, której nie zmieniono granic). Weszła w skład Landkreis Lemberg (dystrykt Galicja, Generalne Gubernatorstwo). Ludność gminy w 1943 roku wynosiła 9073:
| Miejscowości / gromady                                                                       | Rejon w ZSRR (1939–1941) | Gmina (II RP)    | Powiat (II RP) |
| -------------------------------------------------------------------------------------------- | ------------------------ | ---------------- | -------------- |
| Biłka Królewska, Biłka Szlachecka, Czarnuszowice, Hermanów, Mikłaszów, Zuchorzyce, Żurawniki | nowojaryczowski          | Biłka Szlachecka | lwowski        |

Po II wojnie światowej obszar gminy został włączony do Ukraińskiej SRR.